# Heinrich Wilhelm Martens
Heinrich Wilhelm Gottlieb Martens (* 8. Februar 1795 in Danzig; † 29. August 1877 ebenda) war ein deutscher Jurist und Mitglied des Reichstags des Norddeutschen Bundes.

## Leben
Martens wurde als Sohn eines Spediteurs geboren. Er war freiwilliger Jäger in den Befreiungskriegen. Martens studierte ab 1814 Rechtswissenschaften in Jena und Berlin.
Nach seiner Promotion arbeitete er beim Land- und Stadtgericht Danzig. Danach war er als Rechtsanwalt und Notar sowie beim Commerz- und Admiralitäts-Collegium in Danzig tätig. Später wurde er Richter beim Oberlandesgericht Marienwerder und arbeitete als Justizkommissar in Danzig. Er wurde Justizrat.
Ab 1831 war Martens Mitglied der Jenaischen Burschenschaft. 1848 wurde er zum Mitglied der Frankfurter Nationalversammlung (Fraktion Casino) gewählt und gehörte dort dem Ausschuss für Volksbewaffnung und Heerwesen sowie dem Ausschuss für die Einleitung der Untersuchung gegen die Abgeordneten Robert Blum und Johann Georg Günther an. Vom 23. Januar bis zum 4. Mai 1849 war er Schriftführer der Nationalversammlung. Im Juni 1849 gehörte er dem Gothaer Nachparlament an. Im Frühjahr 1849 wurde er Mitglied der II. Kammer in Berlin.
1867 war er als Konservativer fraktionsloses Mitglied des Konstituierenden Reichstags des Norddeutschen Bundes für den Reichstagswahlkreis Regierungsbezirk Danzig 3 (Danzig Stadt).
Er arbeitete wieder als Rechtsanwalt und Notar in Danzig und wurde zum Geheimen Justizrat ernannt. 1867 erhielt er einen Ehrendoktor (Dr. phil. h. c). Er veröffentlichte Gedichte.